# Ohotnîce, Vasîlkivka
Ohotnîce (în ucraineană Охотниче) este un sat în comuna Debalțeve din raionul Vasîlkivka, regiunea Dnipropetrovsk, Ucraina.

## Demografie
Componența lingvistică a localității Ohotnîce
     Ucraineană (98,59%)
     Rusă (1,41%)
Conform recensământului din 2001, majoritatea populației localității Ohotnîce era vorbitoare de ucraineană (98,59%), existând în minoritate și vorbitori de rusă (1,41%).